# Ян Урбан
Ян Урбан (пол. Jan Urban; нар. 14 травня 1962, Явожно, Польща) — польський футболіст та тренер, виступав на позиції нападника.
Батько футболіста Пйотра Урбана

## Клубна кар'єра
Народився в бідній родині шахтарів, футбольну кар'єру розпочав у команді рідного міста «Вікторія» (Явожно). Протягом багатьох років суміщав кар'єру футболіста з робітничими посадами, такими як механік або водій. Дорослу футбольну кар'єру розпочав у 1981 році у клубі «Заглемб'є» (Сосновець). У 1985 році підписав контракт з «Гурником» (Забже), з яким досяг нкайбільшого успіху на клубному рівні: тричі ставав переможцем польського чемпіонату та одного разу Суперкубку країни.
Завдяки успіхам польської команди, а також впевненій та результативній грі Яна в національних змаганнях на нього звернули увагу іспанські клуби. У серпні 1989 року він підписав контракт з «Осасуною», де незабаром став одним із найвидатніших та найхаризматичних гравців команди. У своєму дебютному сезоні в Іспанії забив вісім м'ячів у 35 поєдинках, це досягнення Урбан покращив у сезоні 1990/91 років, коли відзначився 13-а голами в 34 матчах. Серед них одні з найпам'ятніших у складі команди з Памплони: 30 грудня 1990 року, коли він відзначився хет-триком у переможному (4:0) поєдинку з мадридським «Реалом» на стадіоні Сантьяго Бернабеу. Завдяки цьому результату «Осасуна» продемонструвала один з найкращих виступів в іспанському чемпіонаті, посівши четверте місце (у сезоні 2005/06 років команда повторила це досягнення) та кваліфікувалася до Кубку УЄФА.
Наступного сезону з 20-а голами став найкращим бомбардиром команди й допоміг їй уникнути пониження в класі. Невдалі результати «Осасуни» в іспанському чемпіонаті частково пояснювалися втомою через виступи в Кубку УЄФА, в якому команда дійшла до 1/8 фіналу, де мінімально поступилася «Штутгарту», який за підсумками того сезону став переможцем Бундесліги. Виліт з турніру від німецького клубу відбувся на Мерседес-Бенц Арені, де «Осасуна» перемогла з рахунком 3:2, в цьому поєдинку Урбан відзначився 2-а голами.
У сезоні 1992/93 років Ян сформував атакувальний дует зі своїм співвітчизником, Романом Косецьким, й відзначився 7-а голами. Наступного сезону Урбан втратив своє місце в складі, поступившись іншому польському атакувальному тандему: Ричард Штанек — Яцек Зьобер. Проте це не допомогло памплонському клубу врятувати сезон, який для команди завершився жахливо, оскільки ще за декілька турів до завершення чемпіонату «Осасуна» забезпечила собі виліт до Сегунда Дивізіону. Незважаючи на це Ян став другим найкращим бомбардиром з 5-а забитими м'ячами.
У сезоні 1994/95 років команда вперше після тривалої перерви виступала в Сегунді, незважаючи на те, що команду у статусі виконувача обов'язків головного тренера очолював Хосе Рохо: Урбан зіграв у 12-и матчах, в яких відзначився 3-а голами, допоки під час зимового трансферного вікна «Вальядолід» не запропонував йому повернутися до виступів у Прімері. У новій команді провів півроку, при чому тимчасово змушений був грати не на позиції нападника, а центральним захисником. Отже, його атакуючий внесок був мінімальним: три голи в 21 матчі, що не завадило вильоту «Вальядоліду», хоча того сезону клуб був «врятований» досить суперечливим розширенням Першого дивізіону до 22 команд-учасниць.
Незважаючи на це поляк продовжив свою кар'єру саме в Сегунді. Відмовившись від виступів за «Вальядолід», у вересні 1995 року він перейшов до «Толедо». Незважаючи на свої 33 роки, в кастильському клубі він завершив сезон добре, ставши другим найкращий бомбардир команди, з 6-а голами у 33 матчах.
У сезоні 1996/97 років залишив Іспанію, щоб виступати в клубі другого дивізіону Німеччини «Ольденбург». А вже через рік, у футболці «Гурник» (Забже), завершив кар'єру футболіста.

## Кар'єра в збірній
У футболці національної збірної Польщі дебютував у 1985 році. Зіграв за національну команду 57 матчів, в яких відзначився 7-а голами. У складі польської команди став учасником чемпіонат світу 1986 року в Мексиці. Востаннє у футболці збірної виходив на поле в 1991 році в нічийному (1:1) поєдинку проти Англії.

### Голи за збірну
| #  | Дата            | Місце                                       | Суперник   | Рахунок | Результат | Змагання               |
| -- | --------------- | ------------------------------------------- | ---------- | ------- | --------- | ---------------------- |
| 1. | 18 березня 1987 | Міський стадіон, Рибник, Польща             | Фінляндія  | 1–0     | 3–1       | Товариський            |
| 2. | 24 березня 1987 | Олімпійський стадіон, Вроцлав, Польща       | Норвегія   | 3–1     | 4–1       | Товариський            |
| 3. | 7 лютого 1989   | Естадіо Насьйональ, Сан-Хосе (Коста-Рика)   | Коста-Рика | 2–4     | 2–4       | Товариський            |
| 4. | 12 квітня 1989  | Стадіон Війська Польського, Варшава, Польща | Румунія    | 2–1     | 2–1       | Товариський            |
| 5. | 17 квітня 1991  | Стадіон Війська Польського, Варшава, Польща | Туреччина  | 2–0     | 3–0       | кваліфікація Євро 1992 |
| 6. | 14 серпня 1991  | Муніципальний стадіон, Познань, Польща      | Франція    | 1–0     | 1–5       | Товариський            |
| 7. | 16 жовтня 1991  | Муніципальний стадіон, Познань, Польща      | Ірландія   | 3–3     | 3–3       | кваліфікація Євро 1992 |

## Кар'єра тренера

### Початок
Після завершення кар'єри футболіста у сезоні 1998/99 років повернувся до Памплони, щоб розпочати кар'єру вже на тренерському містку. Розпочав роботу з молодіжною командою «Осасуни» спочатку як асистент, а потім і як головний тренер команди Дивізіону Пошани, з якою став переможцем юнацького чемпіонату країни 2001 року, що стало безпрецидентним успіхом в історії наваррського футболу.

### «Осасуна Б»
У сезоні 2003/04 та 2004/05 років тренував фарм-клуб памплонського клубу — «Осасуну Б», а згодом перейшов на посаду технічного секретаря, де пропрацював до липня 2007 року.

### «Легія» (Варшава)
Після цього прийняв пропозицію варшавської «Легії». Під керівництвом Яна столичний клуб двічі ставав срібним призером польського чемпіонату, а в 2008 році став володарем кубку Польщі, проте у березні 2010 року був звільнений з займаної посади.
Паралельно з роботою в «Легії», протягом місяця напередодні Євро-2008 працював помічником головного тренера національної збірної Польщі Лео Бенгаккера.

### «Полонія» (Битом)
З 29 жовтня по 10 грудня 2010 року очолював «Полонію» (Битом).

### «Заглемб'є» (Любін)
10 березня 2011 року підписав контракт з «Заглемб'є» (Любін), командою Екракляси, вищого дивізіону польського футбольного чемпіонату, який було розраховано до червня 2012 року. У клубі замінив Марека Байора. У жовтні 2011 року був звільнений та замінений Павлом Хапалем на посаді головного тренера «Заглемб'є» (Любін), оскільки на той час команда займала передостаннє місце в турнірній таблиці чемпіонату Польщі.

### Повернення в «Легію»
У сезоні 2012/13 років знову тренував варшавську «Легію». Разом з командою того сезону завоював Кубок Польщі. 19 грудня 2013 року за згодою сторін припинив співпрацю зі столичним клубом. Своє звільнення Ян пояснив розбіжністю з керівництвом у баченні створенні нової команди.

### «Осасуна»
3 липня 2014 року став новим головним тренером першої команди «Осасуни», яка напередодні опустилася до Другого дивізіону іспанського чемпіонату. Перед поляком постало завдання повернення команди до Прімери Був звільнений з зайнятої посади 28 лютого 2015 року після поразки, як опустила клуб з Наварри на 16-е місце в турнірній таблиці після 26-и ігор.

### «Лех» (Познань)
12 жовтня 2015 року став новим головним тренером першої команди познанського «Леха», однак його співпраця з Великопольським клубом припинилася 29 серпня 2016 року.

### «Шльонськ» (Вроцлав)
5 січня 2017 року став головним тренером «Шльонська» (Вроцлав), підписавши з клубом 1,5-річний контракт. 19 лютого 2018 року був звільнений з займаної посади.

## Досягнення

### Як гравець
«Гурник» (Забже)
- Перша ліга Польщі
  -  Чемпіон (3): 1985/86, 1986/87, 1987/88
- Суперкубок Польщі
  -  Володар (1): 1988

### Як тренера
«Легія» (Варшава)
- Перша ліга Польщі
  -  Чемпіон (2): 2012/13, 2013/14
- Кубок Польщі
  -  Володар (2): 2007/08, 2012/13
- Суперкубок Польщі
  -  Володар (1): 2008

«Лех» (Познань)
- Суперкубок Польщі
  -  Володар (1): 2016